# باربرا راب
باربرا راب (بالألمانية: Barbara Rapp)‏ هي رسامة نمساوية، ولدت في 1972 في كلاغنفورت في النمسا.